# Renault FT
Renault FT (Renault FT Modèle 1917, często określany jako Renault FT-17) – francuski czołg lekki z okresu I wojny światowej produkowany przez przedsiębiorstwo motoryzacyjne Renault, używany przez wiele państw (w tym Polskę), także podczas II wojny światowej.
Włoski czołg Fiat 3000 i radziecki MS-1 konstrukcyjnie wzorowane były na czołgu Renault FT.

## Historia
Czołg Renault FT został skonstruowany w 1917. Był to pierwszy czołg o klasycznej konstrukcji – typowej dla prawie wszystkich konstruowanych później do czasów obecnych czołgów. Konstrukcja ta charakteryzowała się przedziałem bojowym (załogi) z przodu, uzbrojeniem w pełni obrotowej wieży i przedziałem napędowym z tyłu. Czołg ten przeznaczony był do wsparcia piechoty, dlatego rozwijał niewielką prędkość. Jego niewielkie rozmiary, będące zaletą, powodowały pewne problemy w pokonywaniu okopów i transzei, co starano się zniwelować za pomocą „ogona” – specjalnej konstrukcji montowanej z tyłu kadłuba.
Wyprodukowano około 4000 czołgów (około 3000 podczas I wojny światowej) tego typu. Czołgi FT były szeroko używane w bitwach końca I wojny światowej, począwszy od ich debiutu 31 maja 1918 w III bitwie pod Aisne. Spośród czołgów wyprodukowanych w czasie wojny 356 zostało zniszczonych przez artylerię, 13 przez miny, 70 z innych przyczyn. Był najskuteczniejszym czołgiem tej wojny.
Po zakończeniu I wojny światowej były one szeroko eksportowane – używane były w większości państw posiadających wojska pancerne, często jako ich pierwsze czołgi. Większość z wyprodukowanych czołgów znajdowała się wciąż w służbie jeszcze w chwili wybuchu II wojny światowej, głównie w armii francuskiej, chociaż wówczas były one już przestarzałe. Podczas wojny domowej w Hiszpanii czołgów Renault FT-17 używały obie strony konfliktu, ponieważ Francja sprzedała 32 sztuki republikanom a Polska 64 sztuki frankistom.
Podczas wojny zimowej między ZSRR a Finlandią, fińskie wojska dysponowały około 30 czołgami Renault FT.

### Wersje podstawowe i rozwojowe
- FT z działem Puteaux SA 18 kal. 37 mm,
- FT z karabinem maszynowym Hotchkiss wz. 14 kal. 8 mm,
- FT z wieżą okrągłą odlewaną Renault (produkowaną też w firmie Forges et Aciéries Paul Girod),
- FT z wieżą stożkową nitowaną Berliet,
- Renault FT 75 BS – FT z działem „blockhaus Schneider” 75 mm,
- Renault TSF – pojazd bez wieży, posiadający radiostacje w specjalnej obudowie,
- FT Modifié 31 – francuska modyfikacja FT, uzbrojona w karabin maszynowy 7,5 mm Reibel z 1931.

### Zastosowanie w Polsce
Renault FT były także pierwszymi czołgami na wyposażeniu Wojska Polskiego. Wiosną 1919 w Armii Polskiej generała Hallera we Francji utworzono 1 Pułk Czołgów, wyposażony w 120 czołgów FT. W czerwcu 1919 pułk czołgów razem z armią przetransportowano do Polski, co uczyniło polską armię czwartą na świecie (po Wielkiej Brytanii, Francji i USA) pod względem siły wojsk pancernych. Używane były następnie w wojnie polsko-bolszewickiej, po której na wyposażeniu oddziałów pozostało 112 pojazdów. W okresie międzywojennym zakupiono 35 pojazdów pokrewnych typów oraz zbudowano 26 (lub 27) nowych z części zapasowych, a cały park maszyn z rodziny FT poddano drobnym modernizacjom ze względu na przestarzałą konstrukcję. W służbie WP oryginalne uzbrojenie strzeleckie czołgu w postaci karabinu maszynowego Hotchkiss wz. 14 kal. 8 mm, zastąpiono odmianą tego karabinu, noszącą oznaczenie Hotchkiss wz. 25 kal. 7,92 mm.  
Po 1936 roku 80 wozów sprzedano, 64 z nich trafiły do Hiszpanii i były używane w czasie wojny domowej przez wojska frankistowskie. Ostatecznie w 1939 Wojsko Polskie posiadało 102 pojazdy tego typu. Zostały one użyte w składzie 111, 112 i 113 kompanii czołgów lekkich (wolnobieżnych) oraz jako drezyny pancerne w składzie pociągów pancernych.

## Tabela wyposażenia w amunicję według norm z 1939
Kompania czołgów Renault 
- do działa 37 mm – 6,0 JO, do ckm – 4,0 JO, w tym:

na wozie pancernym: 
- do działa 37 mm – 5,92 JO, do ckm – 2,40 JO.

na wozie amunicyjnym:
- do działa 37 mm – 0,08 JO (× 9 czołgów); do ckm – 1,60 JO (× 6 czołgów).
- 1 JO do działa 37 mm: 40 nb, w tym z pociskiem przeciwpancernym – 14 nb, z granatem kruszącym – 26 nb.
- 1 JO do ckm: 2000 nb, w tym z pociskiem Sc (ciężki) – 1400 nb, z pociskiem P (przeciwpancerny) – 200 nb, z pociskiem Ps (przeciwpancerno-świetlny) – 400 nb.

## Zachowane egzemplarze i repliki
Około 40 egzemplarzy czołgu zachowało się muzeach w Europie, Ameryce Północnej, Ameryce Południowej i Australii.
Czołg Renault FT, taki sam, jak walczący podczas wojny polsko-bolszewickiej w 1920, zachował się w Afganistanie. W wyniku rozmowy prezydenta Bronisława Komorowskiego z prezydentem Afganistanu Hamidem Karzajem podczas wrześniowej sesji Zgromadzenia Ogólnego ONZ w Nowym Jorku w 2012, afgański przywódca zgodził się na przekazanie czołgu Polsce. 26 października czołg trafił do Polski. Renowacji Renault FT dokonać miało Centrum Szkolenia Wojsk Lądowych im. Hetmana Polnego Koronnego Stefana Czarnieckiego w Poznaniu, ale ostatecznie remont wykonany został w Pracowni Konserwacji Ciężkiego Sprzętu Wojskowego w Muzeum Polskiej Techniki Wojskowej (MPTW) – Oddziale Muzeum Wojska Polskiego w Warszawie. Obecnie jest eksponowany na wystawie „Wojna 1939. Zrobiliśmy to, co do nas należało” w MPTW w Forcie IX Twierdzy Warszawa. Jedyny oryginalny egzemplarz w Polsce.
Istniejące trzy, wykonane w Polsce repliki czołgu Renault FT (skonstruowane przez Roberta Tirczakowskiego i należące do Fundacji Historii Polskiej Broni Pancernej w Toruniu) wykorzystano w filmie 1920 Bitwa warszawska.

## Galeria

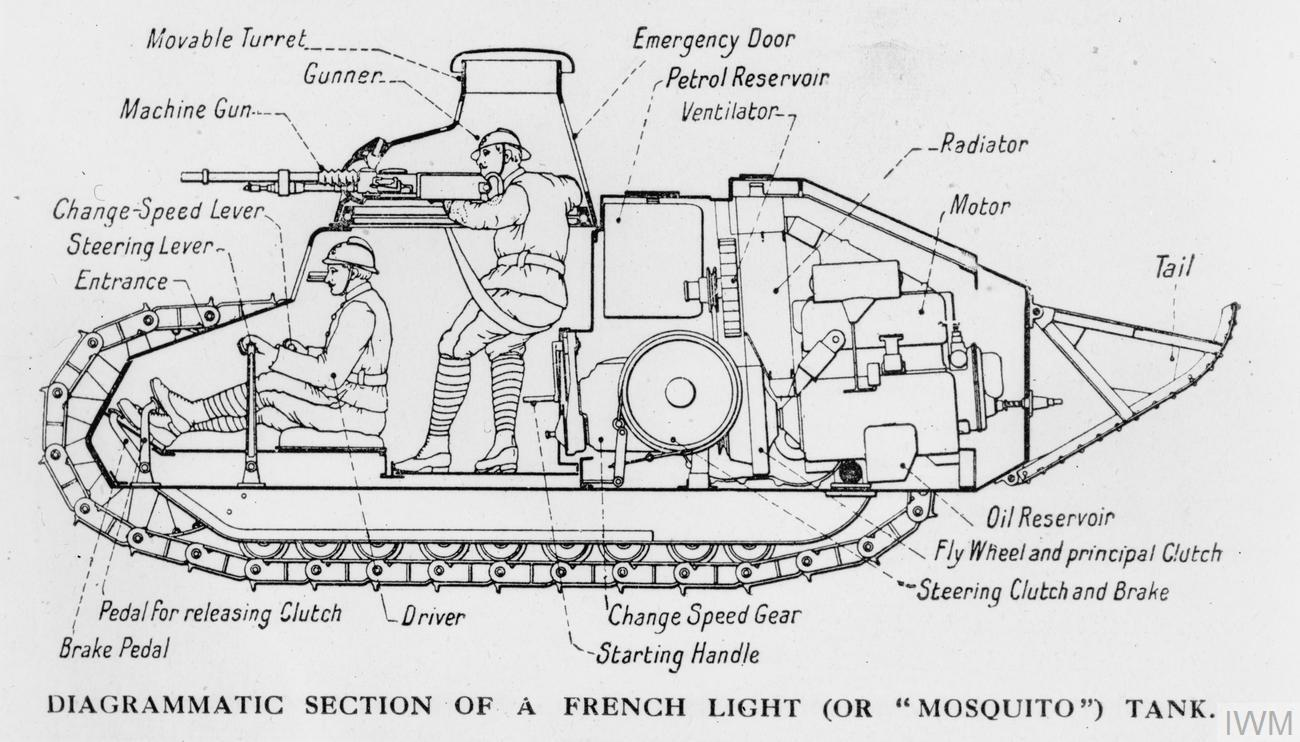
Opis czołgu z ogonem
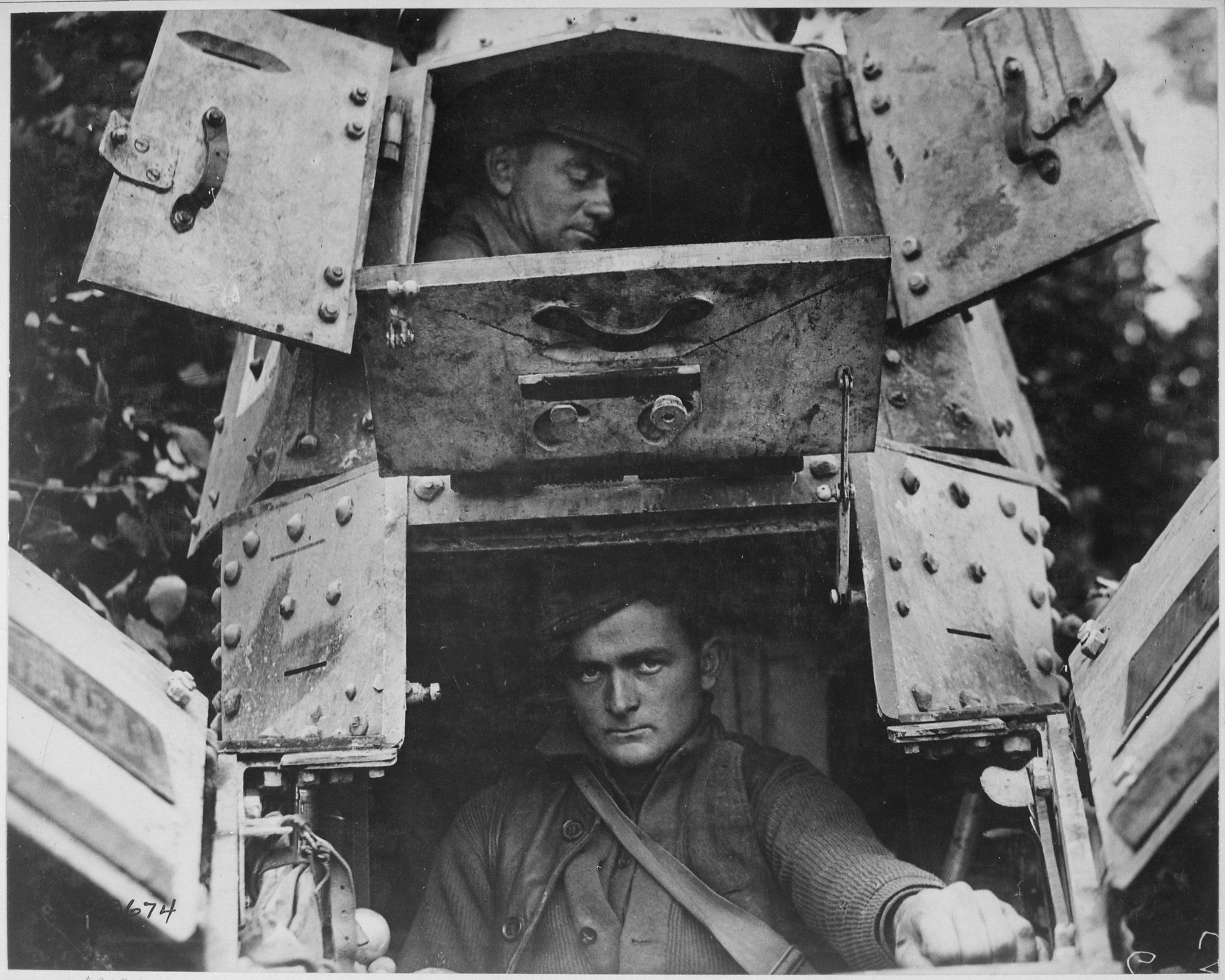
Rozmieszczenie załogi
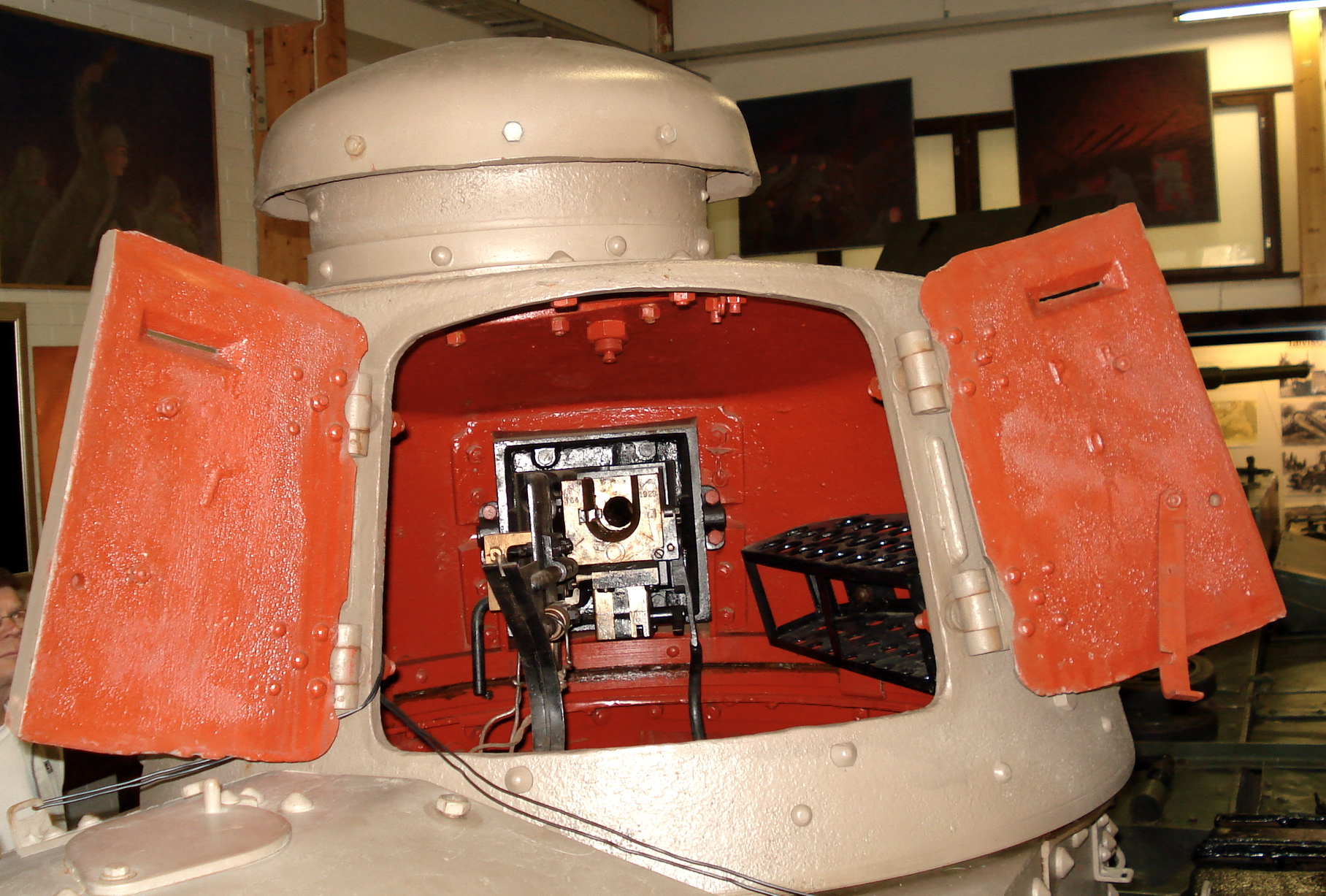
Wnętrze wieży
- Pokaz czołgu w Musée des Blindés w Saumur
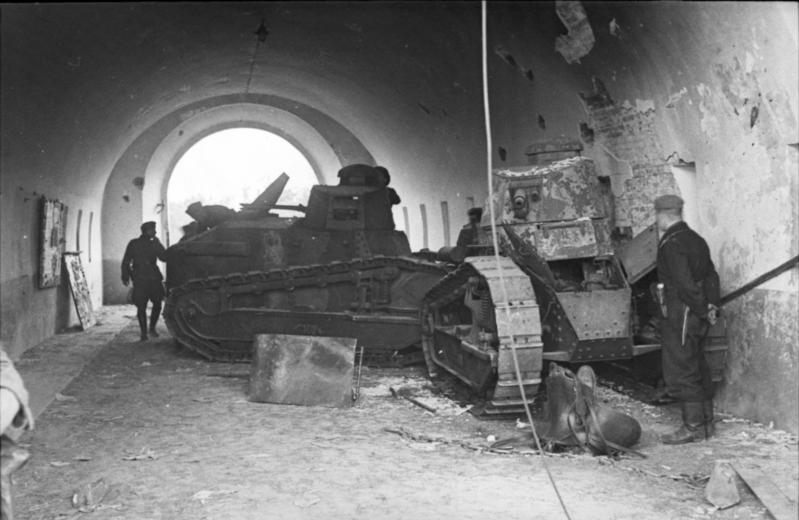
Obrona twierdzy brzeskiej (1939). Polskie czołgi Renault FT w bramie cytadeli twierdzy
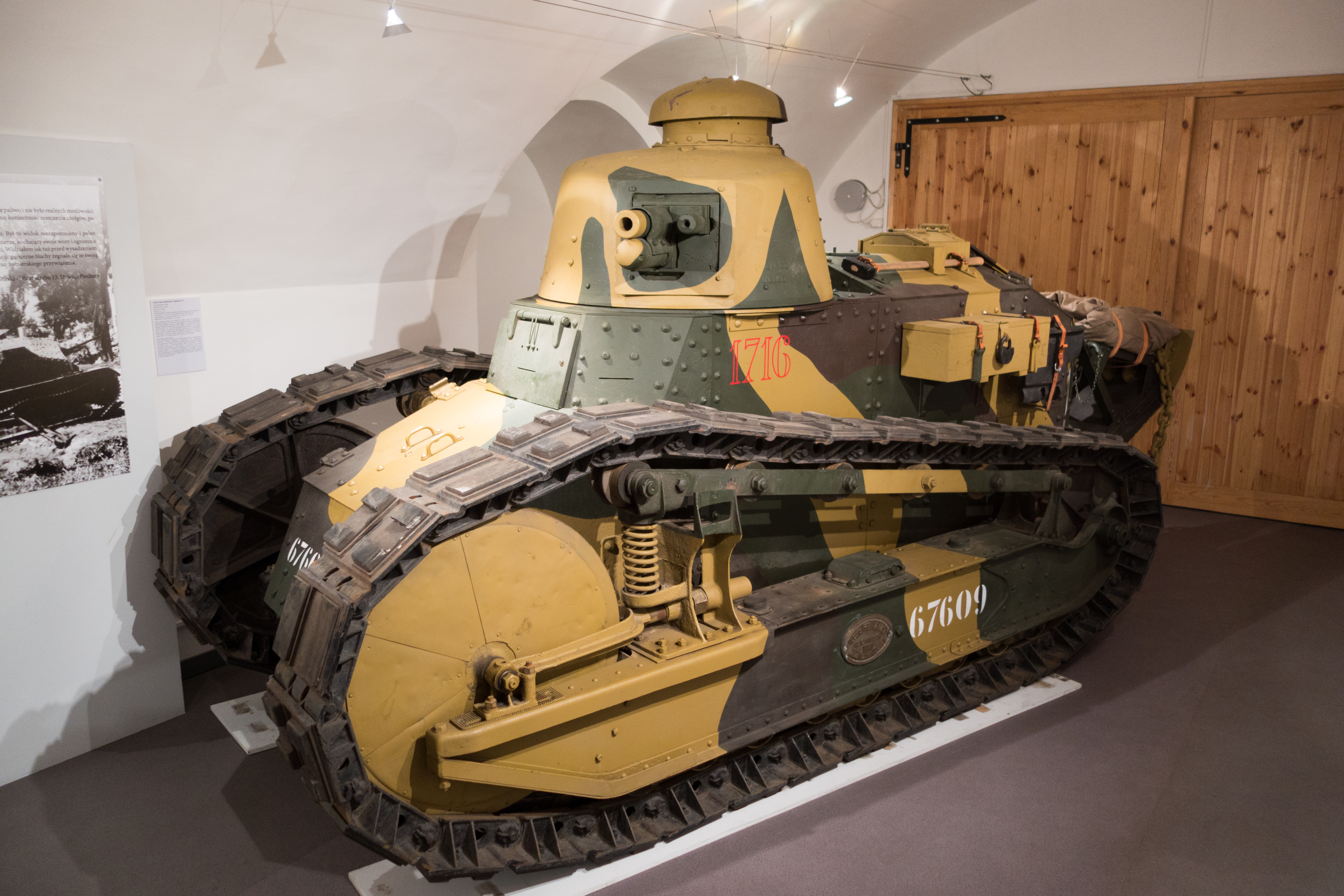
Renault FT ze zbioru Muzeum Wojska Polskiego w Warszawie